# Herbert Binder (Fußballspieler, 1934)
Herbert Binder (* 1. November 1934) ist ein ehemaliger deutscher Fußballspieler, der von 1957 bis 1966 für die Stuttgarter Kickers in der erstklassigen Fußball-Oberliga Süd, 2. Liga Süd und der zweitklassigen Fußball-Regionalliga Süd insgesamt 215 Pflichtspiele absolviert und drei Tore erzielt hat.

## Laufbahn
Herbert Binder absolvierte am 20. Oktober 1957 sein erstes Oberligaspiel im Trikot der Stuttgarter Kickers. Unter Trainer Oswald Pfau stürmte er bei einem 2:2-Heimremis gegen den SSV Reutlingen an der Seite des zweifachen Torschützen Ferdinand Zechmeister auf Linksaußen. Erstmals als linker Verteidiger kam er im damaligen WM-System am 1. Dezember 1957 bei einem 2:2-Auswärtsremis gegen den FSV Frankfurt zum Einsatz. Mit Herbert Dienelt bildete er über Jahre das Stammverteidigerpaar der Kickers. In seiner ersten Saison in der Ligaelf kam er auf 18 Pflichtspieleinsätze, die Kickers stiegen aber im Jahr nach dem Wechsel von Rolf Geiger zum Lokalrivalen VfB Stuttgart, in die 2. Liga ab. In seiner zweiten Saison, 1958/59, feierte er mit Mannschaftskollegen wie Zechmeister (18 Tore), Torhüter Manfred Eglin und Heinz Lettl (22 Tore) mit 49:19 Punkten die Meisterschaft in der 2. Liga und damit die Rückkehr in die erstklassige Oberliga Süd. Trotz der Neuzugänge wie Pal Csernai, Karl-Heinz Kott und Helmut Wahler stiegen die Kickers aber wieder umgehend in die 2. Liga ab. Danach war Binder die drei letzten Runden im damaligen Ligasystem in der 2. Liga Süd unter Trainern wie Karl-Heinz Grindler (1960/61), Jenö Csaknady (1961/62) und Hans Eberle (1962/63) für die Kickers im Einsatz. Ab der Saison 1963/64, es war das Startjahr der Fußball-Bundesliga, gehörten die „Blauen“ aus Degerloch der neuen Regionalliga Süd an. Drei Runden, bis 1965/66, gehörte der Verteidiger darin noch der Stammbesetzung der Kickers an und beendete mit dem 5. Rang im Weltmeisterschaftssommer 1966 seine höherklassige Spielerkarriere. Jetzt waren an seiner Seite Spieler wie Dieter Schurr, Peter Schäffler, Horst Haug, Otto Garhofer, Peter Wenzel, Rudolf Kröner und Gert Fröhlich aufgelaufen. Mit dem Spiel am 22. Mai 1966 bei einem 2:2-Heimremis gegen den FC Bayern Hof, beendete Binder seine Ligakarriere bei den Stuttgarter Kickers. Die Kickers-Defensive formierte sich gegen Hof vor Torhüter Siegfried Gräter mit Dienelt, Binder, Schurr, Steeb und Schäffler.
Nach seiner aktiven Zeit als Fußballer hatte Binder in der Saison 1971/72 die Leitung für die Amateure der Kickers inne.